# SOMPOクレジット
SOMPOクレジット株式会社（ソンポクレジット）は、SOMPOホールディングスグループにおける総合クレジット会社で、UCカードのブラザーズカンパニーでもある。

## 商品・サービス
- 提携パーソナルローン - 損害保険ジャパンとの提携企業または団体勤務者専用の優遇ローン
- ジャパンダ・ネットマイカーローン - 一般向けのインターネット募集専用自動車（バイクを含む）ローン
- クレジットカード
  - SOMPO UCカード/SOMPO UCゴールドカード - 券面にVISAロゴも明記されている。
  - SOMPO JCBカード/SOMPO JCBゴールドカード - 商号変更に伴って、2014年9月よりJCB提携カードとして取扱を開始したが、2020年4月をもって新規受付を停止した。
- 損保ジャパン職員向けローン - SOMPOホールディングス、損保ジャパン、その他のグループ会社向けローン

## 沿革
- 1973年11月2日 -  安田ローン総合サービス株式会社創業
- 1997年4月1日 -  社名を安田火災ローンサービス株式会社に変更
- 2002年7月1日 -  安田火災カード株式会社、安田火災ローンサービス株式会社、日産火災信用保証株式会社、株式会社日産火災エヌエヌサービスの4社が合併。株式会社損保ジャパン・クレジット発足
- 2003年4月1日 -  ティーエス興産株式会社と合併
- 2014年9月1日 - 社名を損保ジャパン日本興亜クレジット株式会社に変更。併せて、「損保ジャパンカード」からリニューアルした「損保ジャパン日本興亜カード」ではUCブランド(Visa)仕様に加え、JCBとの提携によるJCBブランド仕様も新たに扱うようになる。
- 2015年3月2日 - 給与所得者専用ローンのうち、リフォームローンとブライダルローンを廃止。
- 2016年
  - 2月12日 - 教育ローンを廃止し、新車ローンと中古車ローンの取り扱いを一時停止。これにより、給与所得者専用ローンの取り扱いを終了。
  - 3月1日 - インターネットのみで募集するマイカーローンの取り扱いを開始し、新車・中古車向けローンの取り扱いを再開。
- 2017年2月1日 - 社名をSOMPOクレジット株式会社に変更[2]。
- 2020年
  - 4月1日 - 「損保ジャパン日本興亜カード」を「SOMPOカード」に名称変更（「損保ジャパン日本興亜カード」は従来通り利用可能で、有効期限到来により更新を迎えるタイミングで順次「SOMPOカード」に差し替えられる。なお、JCBブランド仕様は新規入会受付が停止されるものの、既にカードを所持している場合はUCブランド仕様と同じ扱いとなり、「SOMPOカード」への差し替えも行われる）。
  - 10月11日 - UCカードに係るクレジットカード事業をユーシーカード株式会社へ譲渡[3]。